# Andreas Reinke
Andreas Reinke (Krakow am See, 1969. január 10.) német labdarúgó, edző. Unokaöccse, Thomas Reinke a Bölkower SV csapatának a játékosa.

## Pályafutása

### Játékosként
A Dynamo Güstrow és a Dynamo Schwerin csapataiban kezdett megismerkedni a labdarúgás alapjaival. 1990 és 1993 között a Hamburger SV II csapatában szerepelt. 1991. augusztus 28-án debütált a Bundesligában a Stuttgarter Kickers ellen a Hamburger SV színeiben. Többet nem lépett ezek után pályára az első csapatban. 1993 nyarán a St. Pauli csapatába igazolt, amely a Bundesliga 2-ben szerepelt. 1993. július 27-én az FC 08 Homburg ellen mutatkozott be. A szezon során 35 bajnokin és 2 kupa találkozón védett, majd a szezon után aláírt a Kaiserslautern csapatához. Az 1995–96-os szezonban kiestek az élvonalból, de a német kupát viszont megnyerte és ezért indulási jogot nyert a kupagyőztesek Európa-kupájában. Egy év után visszajutottak az élvonalba, miután megnyerték a másodosztályt. Az 1997–98-as szezont a Bundesligában az első helyen fejezték be megelőzve két ponttal a kupagyőztes Bayern Münchent. 2000 nyarán távozott a klubtól, több mint 200 mérkőzésen szerepelt a csapatban.
Elhagyta hazáját és Görögországba igazolt a PAE Iraklísz együtteséhez. Szeptember 18-án az AÉK Athína ellen debütált a görög élvonalban. A bajnokságban az 5. helyen végeztek és a szezon végén Spanyolországba igazolt. A másodosztályban a Real Murcia csapatának volt a játékosa és a 2002–03-as szezonban megnyerték a bajnokságot, valamint megnyerte a Zamora-díjaz. A CD Numancia ellen büntetőből gólt szerzett a 2–1-re megnyert találkozón. Ezután visszatért Németországba és az SV Werder Bremen játékosa lett. Első szezonjában bajnoki címet és kupagyőzelmet szerzett a klubbal. Tim Wiese érkezésével a kispadra szorult, de még így is tagja volt a csapatnak amely 2006-ban megnyerte e a ligakupát. 2006. február 9-én Martin Stranzl stuttgarti hátvéddel ütközött és ezután eltörött az arc, orr, – és járomcsontja is. A következő szezon végén visszavonult.

### Edzőként
Visszavonulását követően a német U21-es labdarúgó-válogatottnál volt kapusedző, egészen 2008-ig. 2010 és 2012 között a Bölkower SV csapatának volt a menedzsere. 2013-ban a Hansa Rostock kapus -és segédedzője lett, de egy év után távozott.

## Sikerei, díjai

### klub
- 1. FC Kaiserslautern
  - Bundesliga 2: 1996–97
  - Bundesliga: 1997–98
  - DFB-Pokal: 1995–96
- Real Murcia CF
  - Segunda División: 2002–03
- Werder Bremen
  - Bundesliga: 2003–04
  - DFB-Pokal: 2003–04
  - DFB-Ligakupa: 2006

### Egyéni
- Zamora-díj: 2002–03 (Segunda División)

## Külső hivatkozások
- Andreas Reinke a fussballdaten.de oldalán (németül)
- Andreas Reinke adatlapja a Transfermarkt oldalon (angolul)